# Borowno (gmina w województwie poleskim)
Borowno (od 1939 Wielki Obzyr) – dawna gmina wiejska istniejąca do 1939 roku w woj. poleskim (obecnie na Ukrainie). Siedzibą gminy było Borowno (Боровне), a następnie Obzyr Wielki (Виликий Обзир).
Początkowo gmina należała do powiatu kowelskiego. 12 grudnia 1920 r. została przyłączona do nowo utworzonego powiatu koszyrskiego pod Zarządem Terenów Przyfrontowych i Etapowych. 19 lutego 1921 r. wraz z całym powiatem weszła w skład nowo utworzonego województwa poleskiego. 15 lipca 1939 roku gminę przemianowano na gmina Wielki Obzyr.